# Батарито бразильський
Батари́то бразильський (Dysithamnus xanthopterus) — вид горобцеподібних птахів родини сорокушових (Thamnophilidae). Ендемік Бразилії.

## Поширення і екологія
Бразильські батарито поширені на південно-східному узбережжі Бразилії, від Ріо-де-Жанейро на півночі до Парани на півдні. Вони живуть в середньому ярусі і кронах бразильського атлантичного лісу, а також в гірських тропічних і субтропічних лісах на висоті від 750 до 1700 м над рівнем моря.